# 吉野山駅

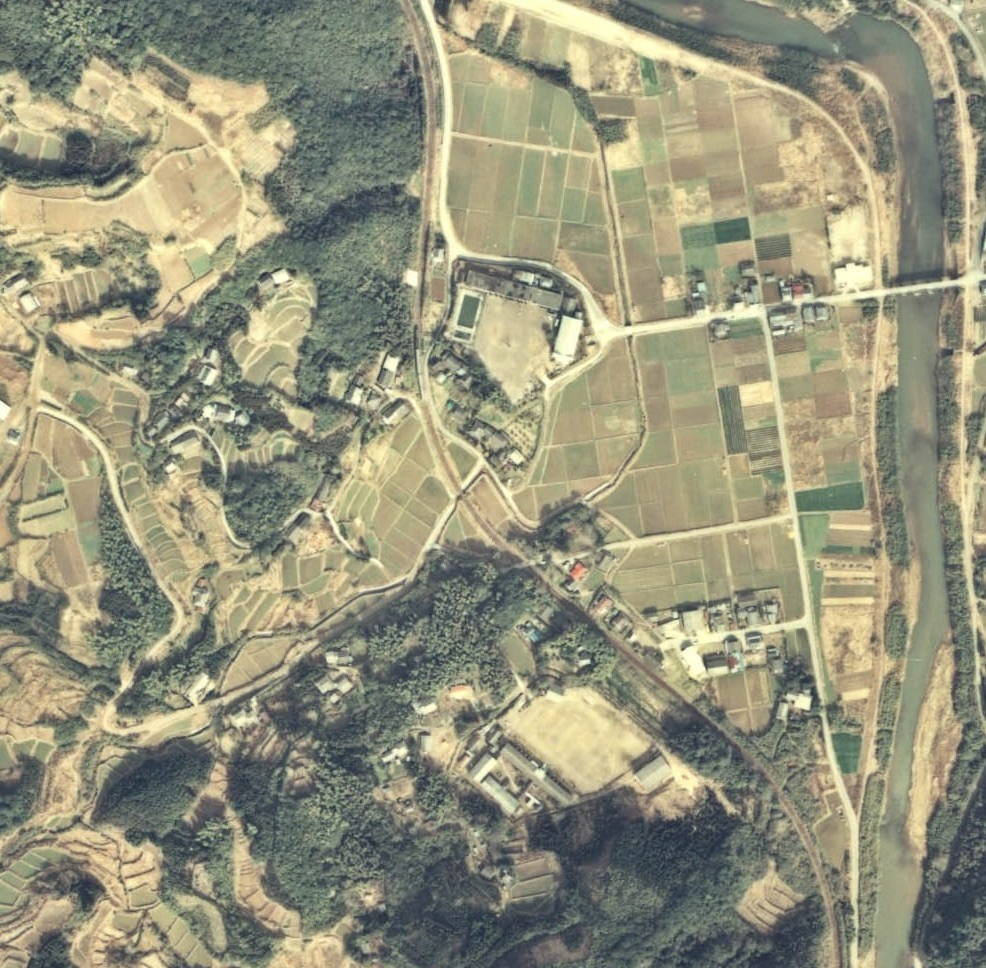
吉野山駅上空の航空写真。上方が川内方面、下方が宮之城、薩摩大口方面。

吉野山駅（よしのやまえき）は、かつて鹿児島県川内市（現・薩摩川内市）中村町にあった日本国有鉄道（国鉄）宮之城線の駅（廃駅）である。
1987年（昭和62年）1月10日、宮之城線の廃止に伴い、廃駅となった。

## 歴史
- 1924年（大正13年）10月20日：川内町 - 樋脇間開業に伴い開業[1][2]。
- 1961年（昭和36年）9月1日：小口扱い貨物取扱廃止[1]。
- 1963年（昭和38年）5月10日：荷物扱い廃止[1][3]。無人駅となる[4]。
- 1987年（昭和62年）1月10日：宮之城線廃止に伴い廃止となる[1]。

## 駅構造
2面2線のホームを有する無人駅。

## 駅周辺
当項では駅廃止後の周辺施設や道路および河川を紹介する。
- 薩摩川内市立平佐東小学校
- 薩摩川内市消防局薩摩川内市消防団平佐東分団一部・二部（消防倉庫）
- 鹿児島県道335号市比野東郷線
- 樋脇川

## 現状
現在は「国鉄宮之城線吉野山駅跡」の記念碑と吉野山郵便局がある。春は駅舎反対側の斜面には桜が咲き、秋になると線路があった所にたくさんのコスモスが咲く。吉野山郵便局の中には、宮之城線廃止前の当時の写真が展示してある。
かつては駅前から鹿児島県道335号市比野東郷線を結ぶ「鹿児島県道334号吉野山停車場線」があったが、2005年（平成17年）3月29日に県道の路線としては廃止された。

## 隣の駅
日本国有鉄道
宮之城線
楠元駅 - 吉野山駅 - 樋脇駅